# Afrixalus leucostictus
Afrixalus leucostictus är en groddjursart som beskrevs av Laurent 1950. Afrixalus leucostictus ingår i släktet Afrixalus och familjen gräsgrodor. IUCN kategoriserar arten globalt som livskraftig. Inga underarter finns listade i Catalogue of Life.